# مسألة كاف 300
مسألة كاف 300 (بالإنجليزية: Kav 300 affair)‏ أو مسألة الباص 300 أو عملية الباص 300  إشارة إلى عملية اختطاف باص إسرائيلي قام بها فلسطينيون في عام 1984، وما تبعها من إعدام أعضاء الشاباك لاثنين من خاطفي الحافلة، عقب انتهاء حادثة أزمة الرهائن واعتقالهم.
بعد الحادث، أدلى أعضاء الشاباك بشهادة زور حول تورطهم في القضية. حجبت الرقابة العسكرية الإسرائيلية تغطية عملية الاختطاف في الأصل، ولكن مع ذلك، أدى نشر المعلومات المتعلقة بالقضية في الصحافة الأجنبية وفي نهاية المطاف في وسائل الإعلام الإسرائيلية، إلى ضجة عامة، دفعت الكثيرين في الجمهور الإسرائيلي إلى المطالبة بتحقيق حول ظروف مقتل الخاطفين. في عام 1985، بُرئ إسحاق مردخاي، جنرال كبير في الجيش الإسرائيلي، من تهم تتعلق بمقتل الخاطفين الأسرى. في وقت لاحق، اتضح أن أعضاء من جهاز الأمن الداخلي الإسرائيلي (الشاباك) قد ورطوا الجنرال، بينما أخفوا هوية من أعطى الأمر المباشر بقتل الأسرى. في عام 1986، أُجبر المدعي العام لإسرائيل، يتسحاق زامير [الإنجليزية]، على الاستقالة بعد أن رفض إلغاء التحقيق في دور الشاباك في القضية. بعد ذلك بوقت قصير، استقال أفراهام شالوم، رئيس الشاباك، وحصل على عفو رئاسي كامل عن جرائم غير محددة، في حين عُفي عن العديد من المتورطين قبل توجيه التهم إليهم. في أعقاب الفضيحة، شُكلت لجنة لاندو للتحقيق في إجراءات الشاباك.
صرح أحد الجنود الذي أصبح عضو كنيست وهو إيهود ياتوم لصحيفة يديعون أحرونوت وذلك خلال مقابلة صحفية عام 1996 قائلا: (لقد هشمت جماجمهم بأمر من الرئيس أفراهام شالوم وإنني فخور بكل ما فعلت)، وكان يقصد صبحي ومجدي أبو جامع.

## تفاصيل الحادث

### أزمة رهائن حافلة ايجد 300
في يوم الخميس 12 أبريل 1984، وصل أربعة فدائيين فلسطينيين من الجبهة الشعبية لتحرير فلسطين من قطاع غزة إلى أشدود حيث صعدوا، كركاب يدفعون، حافلة تابعة لشركة إيغد تعمل على خط للحافلات بين المدن رقم 300 والتي كانت في طريقها من تل أبيب إلى عسقلان وعلى متنها 41 راكبًا. اختطفها الفلسطينيون بعد وقت قصير من مغادرتها المحطة في الساعة 7:30 مساءً. خلال عملية الاستيلاء، أصيب أحد ركاب الحافلة بجروح خطيرة. وذكر الخاطفون أنهم كانوا مسلحين بالسكاكين حقيبة تحتوي على قذيفتين مضادتين للدبابات وهددوا بالتفجير.[بحاجة لمصدر] أجبر الخاطفون الحافلة على تغيير اتجاهها والسير باتجاه الحدود المصرية.
بعد وقت قصير من اختطاف الحافلة، أطلق الخاطفون سراح امرأة حامل من الحافلة جنوبي أشدود. توجهت فورًا إلى محطة وقود ومن هناك أبلغت السلطات عن عملية الاختطاف. والجهة المتجهة إليها. على الفور، بدأت قوات الاحتلال في مطاردة الحافلة، ونصب الحواجز على الطرق، وكانت الحافلة تسير بسرعة 120 كم / ساعة، فحطمت حاجزين بدائيين حتى أطلق الجنود الإسرائيليون النار على إطارات الحافلات ونجحوا في تعطيل الحافلة بالقرب من مخيم دير البلح الفلسطيني الواقع في قطاع غزة، على بعد 10 أميال فقط شمال للحدود المصرية. عندما توقفت الحافلة، تمكن بعض الركاب من الهروب من الحافلة عبر باب مفتوح.
في المواجهة التي أعقبت ذلك، بدأ أعضاء من وسائل الإعلام الإسرائيلية بالتجمع في مكان الحادث. وحضر أيضا كبار الضباط العسكريين والسياسيين. ومن بين هؤلاء رئيس الأركان موشيه ليفي، ووزير الدفاع موشيه أرينز، ومدير جهاز المخابرات الداخلية الإسرائيلي الشاباك، أفراهام شالوم. كُلف العميد اسحق مردخاي بعملية الإنقاذ.
وكانت مطالب الخاطفين هي إطلاق سراح 500 من أعضاء الجبهة الشعبية لتحرير فلسطين المعتقلين لدى إسرائيل وإطلاق سراحهم إلى مصر. وذكر الخاطفون أنهم لن يترددوا في تفجير حقيبتهم المفخخة وقتل جميع ركاب الحافلة.
مع استمرار المفاوضات، خلص عملاء الشاباك في الموقع بسرعة إلى أن الخاطفين كانوا يتصرفون مثل الهواة، وذكر أحدهم لاحقًا أنه «من السخف بعض الشيء تسمية هذا الهجوم الهجوم الإرهابي من أجل المساومة على الرهائن»، وأن الأربعة لا يشكلون أي خطر.

### الاستحواذ
أُجريت بعض المفاوضات مع الخاطفين دون الوصول إلى حل في أول ليلة، وعند الفجر، حوالي الساعة 7:00 في صباح يوم 13 أبريل، اقتحم فريق من كوماندوس سايريت ماتكال بقيادة دورون كمبل الحافلة أثناء إطلاق النار على الخاطفين من خلال نوافذ السيارة. خلال عملية الاستيلاء هذه، تمكن الجنود من قتل اثنين من الخاطفين، وأسر الخاطفين الآخرين،  وإطلاق سراح جميع الرهائن باستثناء راكب واحد - وهي مجندة تبلغ من العمر 19 عامًا تدعى إيريت بورتوجيز، قُتلت بنيران قوات الجيش الإسرائيلي. خلال عملية الاستحواذ. وأصيب سبعة ركاب خلال العملية. في حين زعم الجانب الاسرائيلي مقتل الخاطفين الأربعة أثناء عملية تحرير الركاب. وقد كان بالإمكان إنقاذ المستوطنين الرهائن دون إعدام للخاطفين، حسب تحقيق الشرطة الإسرائيلية السري الخاص.

### إعدام اثنين من الخاطفين الأسرى
قُبض على اثنين من الخاطفين أحياء، وقُيدا ونقلا إلى حقل قريب، حيث تعرضوا للضرب على أيدي الأشخاص الذين تجمعوا حولهما. اقترب كل من رئيس الشاباك أفراهام شالوم، ورئيس عمليات الشاباك إيهود ياتوم [الإنجليزية]، من الرجال المقيدين. وقبل أن يغادر الموقع أمر شالوم ياتوم بإعدامهم.
ونتيجة لذلك، اصطحب ياتوم وعدد من أعضاء الشاباك الرجال إلى سيارة واقتادوهم إلى مكان منعزل، حيث تعرض الاثنان للضرب حتى الموت بالحجارة والقضبان الحديدية.
حجبت الرقابة العسكرية الإسرائيلية تغطية عملية الاختطاف في الأصل. نتيجة لذلك، زعمت التقارير الأولية المنشورة في إسرائيل وفي جميع أنحاء العالم أن جميع الخاطفين قتلوا أثناء الاستيلاء. ومع ذلك، بعد ثلاثة أيام، نقلت صحيفة حداشوت اليومية الإسرائيلية تقريرًا من صحيفة نيويورك تايمز، متجاوزًا بذلك الرقيب العسكري الإسرائيلي، الذي ذكر أن اثنين من الخاطفين أُسرا على قيد الحياة. بعد بضعة أيام، نشرت قناة حداشوت على صفحتها الأولى صورة التقطها أليكس ليفاك [الإنجليزية]، حيث كان أحد الخاطفين محتجزًا على قيد الحياة وواعيًا تمامًا أثناء نزوله من الحافلة. أثار نشر الصورة ضجة عامة ونتيجة لذلك طالب العديد من الجمهور الإسرائيلي بالتحقيق في الظروف المحيطة بوفاة الخاطفين.

## المسؤولية
ادعى بسام أبو شريف من الجبهة الشعبية لتحرير فلسطين في دمشق أن منظمته هي المسؤولة عن الهجوم. وقال إن الخاطفين طالبوا بالإفراج عن 30 سجينا محتجزًا في سجن نفحة في إسرائيل. ونفت مصادر إسرائيلية هذه المزاعم متهمة فتح بالمسؤولية.
وقد صرح أحد الجنود الذي أصبح عضو كنيست وهو إيهود ياتوم الذين أحيل إلى التقاعد لصحيفة يديعون أحرونوت وذلك خلال مقابلة صحفية عام 1996 قائلا: (لقد هشمت جماجمهم بأمر من الرئيس أفراهام شالوم وإنني فخور بكل ما فعلت)، وكان يقصد صبحي ومجدي أبو جامع.

### الأحداث اللاحقة ذات الصلة
جادل موشيه أرينز، الذي أجاز العملية، بعد الحادث بأنه على الرغم من وقوع إصابات بين الركاب، فإن العملية كانت «ضرورية للغاية». وقال: «لقد كانت ليلة طويلة وصعبة واتبعنا السياسة التي وضعتها إسرائيل تقليديًا وهي أننا لا نستسلم لمطالب الإرهاب».
في الساعة 8:00 صباح اليوم التالي لعملية الاختطاف، بدأت قوات الجيش الإسرائيلي في نسف منازل عائلات الخاطفين الأربعة.

## ما بعد الحادث

### الاستفسار الأول
بعد أكثر من أسبوع بقليل من الاختطاف، قدم ديفيد شيبلر، مراسل صحيفة نيويورك تايمز في إسرائيل، تقريرًا يكشف أن صحيفة حداشوت اليومية لديها صورة التقطها أليكس ليفاك  لأحد الخاطفين وهو مقيد بالأصفاد. وقد تعرف صحفيوهم جيدًا على الرجل الموجود في الصورة على أنه مجدي أبو جمعة، البالغ من العمر 18 عامًا، وهو أحد القتلى الأربعة. أُعيد نشر القصة في جميع أنحاء العالم.
كسر الهمشمار [الإنجليزية] من حزب مبام القصة في إسرائيل يوم الأحد 22 أبريل. وفي خبر نشره الرقيب نقلوا عن «مصادر رفيعة مخولة» قولها إنه لا بديل عن تشكيل لجنة تحقيق في مقتل الخاطفين.
في 24 أبريل، استدعي ديفيد شيبلر إلى مكتب مدير المكتب الصحفي للحكومة، مردخاي دولينسكي، و«تعرض لتوبيخ شديد». كان يُعتقد أن أوراق اعتماده الصحفية الإسرائيلية لم تُلغى فقط لأنه كان يغادر منصبه قريبًا على أي حال.
في 25 أبريل، نشرت صحيفة هالام هزاع [الإنجليزية] (هذا العالم) الأسبوعية، التي ظهرت بمساحات فارغة في الأسبوع السابق، على صفحتها الأولى صورة غير واضحة لرجل يُقتاد بعيدًا. وكان رئيس تحرير المجلة، أوري أفنيري، قد تغلب على معارضة الرقابة بعد أن هدد بإحالة القضية إلى المحكمة العليا. وأكد يوسي كلاين رئيس تحرير حداشوت للمراسلين أن الرجل الذي في الصورة ليس مجدي أبو جمعة.
في 27 أبريل، أُمرت حداشوت بالتوقف عن النشر لمدة أربعة أيام. هذه العقوبة، التي لم تُطبق على مطبوعة يهودية لأكثر من خمسة عشر عامًا، كانت بسبب تقاريرهم أن وزير الدفاع أرينز قد شكل لجنة تحقيق برئاسة جنرال الاحتياط مئير زوريا. سُلمت هذه المعلومات إلى لجنة المحررين في الصحف الإسرائيلية الكبرى بشرط عدم نشر المعلومات. حداشوت، الذي يملكه ناشرو صحيفة "هآرتس"، لم يكن عضوا في هيئة التحرير.
سُلم تقرير زوريا سرا إلى لجنة الشؤون الخارجية والأمن بالبرلمان في 29 مايو. ولم يُعلن عن النتائج التي توصلت إليها، لكن قيل إنها «أذهلت المؤسسة الأمنية». في الوقت نفسه، دحضت قناة حداشوت تصريح موشيه أرينز بأنه لم يكن في مكان الاختطاف بزعم أن مصورهم كان يقف بجانبه قبل وقت قصير من التقاط صورة مجدي أبو جمعة. كما أثيرت مخاوف بشأن مقابلة تلفزيونية أجراها أرينز بعد وقت قصير من الحدث عندما قال: «كل من يخطط لأعمال إرهابية في إسرائيل يجب أن يعلم أنه لن يخرج حياً». وكان رئيس أركان الجيش الإسرائيلي، رفائيل إيتان، قد أدلى بتصريح مماثل: «على الإرهابيين أن يعلموا أنهم لن يخرجوا أحياء من مثل هذه العملية».

### المحاكمة
في عام 1985، حُوكم العميد يتسحاق مردخاي، الذي قاد اقتحام الحافلة، و11 آخرين بتهمة قتل السجينين. وقد اتُهموا بأنهم من بين مجموعة أكبر تقوم بضرب وركل السجناء حتى الموت. ووصف شهود عيان الجنرال وهو يضرب السجناء بمسدس. بُرئ من التهم، وأُسقطت التهم عن الآخرين. في ربيع عام 1986 التقى نائب رئيس الشاباك رؤوفين حزق واثنين من المسؤولين رافي مالكا وبيليج راداي رئيس الوزراء شمعون بيريز واتهموا رئيسهم، أفراهام شالوم، بإصدار أوامر القتل وتنسيق شهادات الشهود في القضية ضد الجنرال مردخاي. رفض بيريز التصرف بناء على هذه المعلومات وطُرد المسؤولين الثلاثة من الشاباك. ثم قدموا أدلة دفعت المدعي العام إسحاق زامير إلى بدء تحقيق جنائي ضد كبار مسؤولي الشاباك المتهمين بالتستر على عمليات القتل. عند سماع الأدلة، فتح زامير تحقيقًا للشرطة في أعمال الشاباك ولا سيما دور مديره. في مايو 1986 أجبر زامير على الاستقالة وسط اتهامات بازدراء الأمن القومي بعد رفضه إنهاء تحقيقاته. أُبلغ عن استقالته في وسائل الإعلام الدولية وتمكنت الصحف الإسرائيلية من تجاوز الرقيب العسكري بالكشف عن الشاباك. وقد انتشر على الملأ اتهام أبراهام شالوم بإصدار أوامر بقتل السجينين وتنظيم عملية تستر واسعة شملت توريط الجنرال مردخاي.
في حزيران / يونيو 1986، تولى قاضٍ غير معروف، يوسف حريش [الإنجليزية]، منصب النائب العام، وأصدر الرئيس حاييم هرتسوغ عفواً شاملاً عن شالوم وأربعة ضباط آخرين من الشاباك. طُعن في هذا العفو في المحكمة العليا. خلال الاستئناف كُشف عن أوراق أكد فيها شالوم أن جميع أفعاله «تمت الموافقة عليها». ورط هذا رئيس الوزراء وقت القتل، إسحاق شامير.
في 6 آب/أغسطس 1986، أيدت المحكمة العليا قرار العفو، لكن النائب العام حريش وعد بفتح تحقيق.

### آثار الحادث
لقد أضرت هذه القضية بشكل كبير بسمعة الشاباك وصورته العامة في إسرائيل. كما أدى إلى إعادة النظر في الرقابة في إسرائيل بعد أن تبين أن الرقباء ساهموا في التستر على القضية.
أجبرت القضية شالوم على الاستقالة بعد ذلك بعامين، في عام 1986. وفي رسالة إلى الرئيس آنذاك حاييم هرتسوغ، صرح فيها «كل أفعالي في مسألة الحافلة 300 نفذت من قبل السلطة وبإذن».
كجزء من التحقيق الشامل مع الشاباك خلال القضية، اكتشف أن الجهاز استخدم القوة الجسدية بشكل روتيني أثناء الاستجواب مما أدى إلى إنشاء لجنة لاندو للتحقيق في استجواب المنظمة وإجراءات أخرى.
وفقًا للصحفي الإسرائيلي جدعون ليفي، لم يُكرم الأشخاص الذين كشفوا الفضيحة مطلقًا، ومن قاموا بالتغطية على الحادث تسلموا وظائف مرموقة.

### إيهود ياتوم
في عام 1996، أجرى ضابط الشاباك المتقاعد إيهود ياتوم مقابلة مع صحيفة يديعوت أحرونوت حيث نُقل عنه قوله: «لقد حطمت جماجمهم» بناء على أوامر من رئيس الشاباك أفراهام شالوم، و«أنا فخور بكل شيء فعلته.» قال ياتوم إنه وضع الرجال على نقالات في شاحنة. «في الطريق تلقيت أمرًا من أبراهام شالوم بقتل الرجال، فقتلتهم». «فقط الأيدي النظيفة والأخلاقية في الشاباك تستطيع أن تفعل ما هو مطلوب في دولة ديمقراطية.» من 2003 إلى 2006 كان ياتوم عضوًا في الكنيست.

## في الثقافة الشعبية الإسرائيلية
أخرج أوري بارباش [الإنجليزية] المسلسل القصير كاف 300 الذي عُرض عام 1997 على التلفزيون الإسرائيلي. ركز المسلسل على "الصراع القضائي بين المدعي العام الإسرائيلي ورئيس الشاباك بعد مقتل الشاباك الإرهابيين في الأسر". في عام 2011، أخرج جيدي ويتز فيلمًا وثائقيًا بعنوان ألف تيكاسيل أوتام، بُث على القناة العاشرة جلب الاهتمام العام. أُشير إلى الحادث أيضًا في الفيلم الوثائقي، الحارسون. أخرج روتم شامير فيلم إنقاذ باص 300 (بالإنجليزية: Rescue Bus 300)‏  من بطولة دانيال غال في دور إيريت بورتيغلوز، من إنتاج مجموعة كيشت الإعلامية وبُث على القناة 12 في 5 مايو 2018.

## الملاحظات
1. ↑    - جمال محمد قبلان (20 عامًا)

  - محمد صبحي بركة (19 عامًا)
2. ↑  أفادت تقارير صحفية أن الاثنين الآخرين جرحا وفارقا الحياة في الطريق إلى المشفى إثر جراحهما، لكن ما أثار الجدل هو أنه في حين صرح الجيش الإسرائيلي ان المختطفين الأربعة قتلوا أو جرحوا أثناء عملية تحرير الرهائن وماتوا داخل الباص، قامت الرقابة في الجيش الإسرائيلي بحظر صور التقطها مصور إسرائيلي تظهر أن واحدا من المنفذين الجرحى مشى على رجليه بعد العملية خارج الباص وأنه كان على قيد الحياة.
3. ↑  صبحي شحادة أبو جامع (18 عامًا) 
مجدي أبو جامع (18 عامًا)

## روابط خارجية
- "تحت المجهر" يسلط الضوء على الشاباك الجزيرة